# Tichosteus
Tichosteus è il nome dato ai fossili di alcune vertebre ritrovate in strati del Giurassico superiore (Kimmeridgiano, circa 155 milioni di anni fa) in Nordamerica (Colorado) e attribuite a un dinosauro indeterminato.

## Classificazione
Nel 1877 Edward Drinker Cope, durante le ingenti campagne di scavo che caratterizzarono la fine dell'Ottocento in Nordamerica, descrisse alcune vertebre danneggiate con i nomi di Tichosteus lucasanus e T. aequifacies. Cope attribuì i resti a un qualche tipo di dinosauro sauropode, affine a Camarasaurus; in realtà, probabilmente queste vertebre provenivano da un dinosauro ornitischio, forse simile a Camptosaurus, o da un dinosauro teropode carnivoro. Il nome Tichosteus deriva dal greco antico teikhos ("muro protettivo") e osteon ("osso") probabilmente perché Cope riteneva che i centri vertebrali fossero cavi, ma non comunicassero con la parte esterna grazie a un foro laterale, come avveniva in Camarasaurus.